# Tisserin de Pelzeln
Ploceus pelzelni
Espèce
Statut de conservation UICN

 LC  : Préoccupation mineure
Le Tisserin de Pelzeln (Ploceus pelzelni) est une espèce de passereau de la famille des Ploceidae.

## Brève description

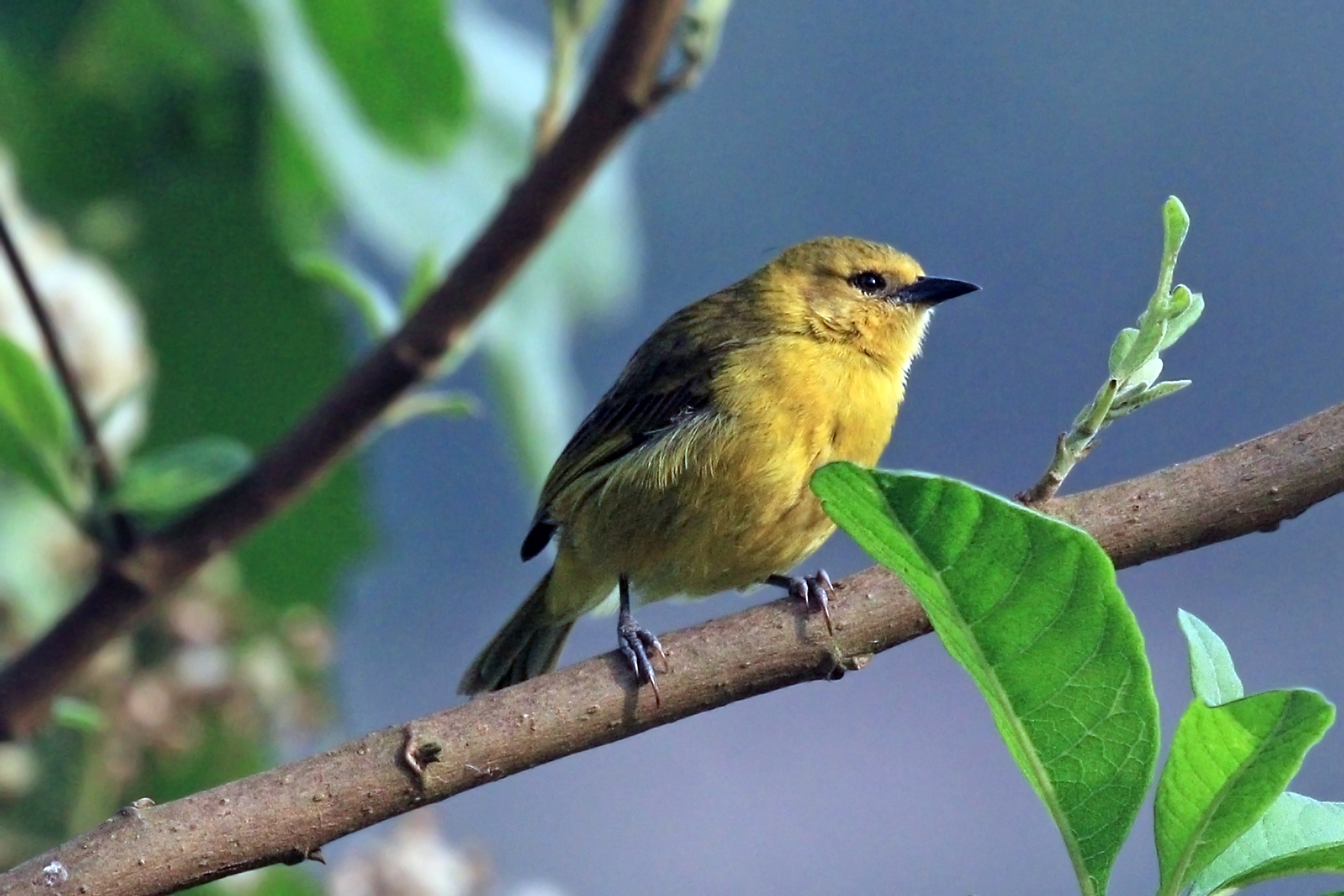
Une femelle au lac Bunyonyi, Ouganda.

Le tisserin de Pelzeln mesure une dizaine de centimètres de long, possède un œil foncé. Le mâle a un masque noir foncé, un dessous jaune tirant sur le orange et un dos verdâtre uni, puis dégradé sur les ailes. La femelle n’a pas de masque, c’est la partie jaune, d’ailleurs plus claire, qui se prolonge sur la tête (voir illustration).

## Répartition
Cet oiseau peuple le littoral du golfe de Guinée, les forêts marécageuses du delta du Niger (en), les rives du Congo, l'Afrique centrale (aire dissoute), les forêts d'altitude du rift Albertin et la région du lac Victoria.

## Liste des références utilisées
1. 1 2  Ron Demey et Benoît. Paepegaey, Oiseaux de l'Afrique de l'Ouest (ISBN 978-2-603-02396-9 et 2-603-02396-9, OCLC 944442325, lire en ligne)